# Пашенівка
Паше́нівка — село в Україні, у Козельщинській селищній територіальній громаді Кременчуцького району Полтавської області. Населення становить 43 особи (2001).

## Географія
Село Пашенівка розташоване за 2,5 км від лівого берега річки Псел, вище за течією на відстані 2,5 км розташоване село Загребелля, нижче за течією на відстані 2 км розташоване село Хорішки. До села примикає невеликий лісовий масив (сосна, вільха).

## Історія
12 червня 2020 року, відповідно до розпорядження Кабінету Міністрів України № 721-р «Про визначення адміністративних центрів та затвердження територій територіальних громад Полтавської області», село увійшло до складу Козельщинської селищної громади.
19 липня 2020 року, в результаті адміністративно - територіальної реформи та ліквідації Козельщинського району, село увійшло до складу новоутвореного Кременчуцького району.

## Економіка
- Молочно-товарна ферма.

## Відомі люди
- Бокій Микола Миколайович (? — 1933) — український художник.
- Остроградський Михайло Васильович — український математик і механік, народився у Пашенівці в 1801. Похований у родинному склепі Остроградських.
- Остроградський Михайло Михайлович (24 вересня 1862 — 30 жовтня 1923) — український військовий діяч, контр-адмірал, командувач Чорноморським флотом Української Держави (1918).